# De wonderdokter
Tom Poes en de wonderdokter of kortweg De wonderdokter is het 24ste verhaal uit de Bommelsaga, geschreven en getekend door Marten Toonder. Het verhaal verscheen voor het eerst op 10 maart 1947 en liep tot 25 april 1947 gezamenlijk in de Volkskrant en de Nieuwe Rotterdamsche Courant. Het is het eerste van de naoorlogse reeks, en de strips nummeren vanaf nu weer vanaf nummer 1. Thema: De schaduw als afbeelding van het geweten.

## Samenvatting
Na een buitenlands verblijf keren Tom Poes en Heer Bommel terug in Rommeldam. Maar Heer Bommel wordt al snel ziek na het drinken van water.  Gelukkig blijkt er 'wonderdokter' te zijn, die hem graag wil helpen, gratis zelfs. Zijn methode is weghalen van iemands schaduw. Heer Bommel wordt er vrolijk van. Daarna blijkt heel Rommeldam besmet, dus iedereen verliest zijn schaduw en wordt vrolijk. Maar na enige tijd gaan die schaduwen ervoor zorgen dat de dokter toch betaald wordt, of beter gezegd Bul Super, want die deed iets in het water en spant samen met de dokter. Uiteindelijk weet Tom Poes alles weer te herstellen, maar Heer Bommel is niet blij, omdat hij nu niet meer onbezorgd is.
In het verhaal Panda en geheimzinnige kluizenaar draait het ook om 'vergiftigd' water.